# Polycarpaea spicata
Polycarpaea spicata là một loài thực vật thuộc họ Caryophyllaceae.
Môi trường sống tự nhiên của chúng là rừng khô nhiệt đới hoặc cận nhiệt đới và vùng cây bụi khô khu vực nhiệt đới hoặc cận nhiệt đới. 
Distribution; North West of Ấn Độ, Arabia, Egypt, N. Australia.
Annual herb, with woody tap root. Stems 5–10 cm, erect to ascending, slender, many, arising from the base, purplish-brown, glabrous. Leaves 5-15 x 3-5 somewhat thick, obovate to spathulate, basal leaves forming a rosette, cauline apparently whorled at the nodes, at the point of branching. Stipules lanceolate, lacerate, acuminate. Flowers sessile in dense, terminal spikes with long peduncles. Sepals 2.5–3 mm, lanceolate, with a brown midrib at the back. Petals small, oblong. Capsule included, about ½ the length of the sepals. Seeds small, subtrigonous, shining. Shining.